# لوكاس غارغولا

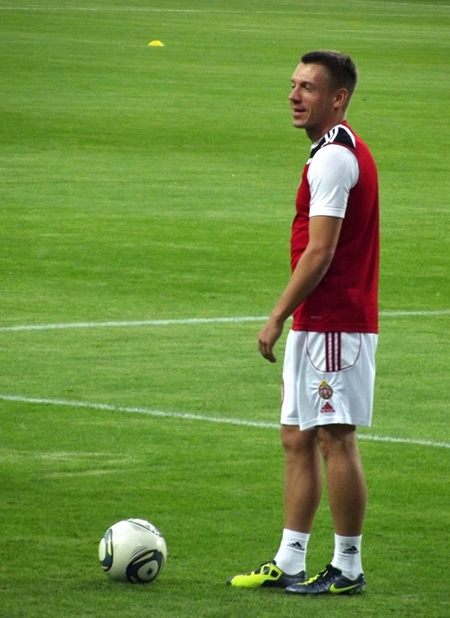
لوكاس غارغولا

لوكاس غارغولا (Łukasz Garguła) ، من مواليد 25 فبراير 1981 في زاغان في بولندا ، لاعب كرة قدم بولندي.
يلعب مع نادي بالتشاتو منذ عام 2002.
بدأ باللعب مع منتخب بولندا لكرة القدم في عام 2006.

## روابط خارجية
- لوكاس غارغولا على موقع الاتحاد الدولي (مؤرشف)  (الإنجليزية)
- لوكاس غارغولا على موقع الاتحاد الأوربي (الإنجليزية)
- لوكاس غارغولا على موقع قاعدة بيانات كرة القدم.إي يو (الإنجليزية)
- لوكاس غارغولا على موقع ناشيونال فوتبول تيمز (الإنجليزية)
- لوكاس غارغولا على موقع Soccerway.com (الإنجليزية)